# Discorsopagurus maclaughlinae
Discorsopagurus maclaughlinae is een tienpotigensoort uit de familie van de Paguridae. De wetenschappelijke naam van de soort is voor het eerst geldig gepubliceerd in 1995 door Komai.